# 鈴木一敏
鈴木 一敏（すずき かずとし、1975年 - ）は日本の国際政治学者。上智大学総合グローバル学部教授。専門は国際政治経済論、マルチエージェント・シミュレーション。主な研究対象は通商交渉、政策決定過程。第30回大平正芳記念賞受賞。

## 来歴
静岡県静岡市生まれ。1999年、東京外国語大学外国語学部スペイン語学科卒業。東京大学大学院総合文化研究科修士課程修士、東京大学大学院総合文化研究科博士後期課程単位取得退学（博士）。東京大学学術研究支援員、日本学術振興会特別研究員、広島大学法学部准教授等を経て2018年4月より上智大学総合グローバル学部教授。2014年、第30回大平正芳記念賞受賞。

## 単著
- 日米構造協議の政治過程 - 相互依存下の通商交渉の国内対立の構図（ミネルヴァ書房、2013年3月）

## 共著
- 刑事法学の未来（信山社出版、2017年10月）
- グローバル・ガバナンス学I 理論・歴史・規範（法律文化社、2018年2月）